# Dolmen von Pendréau
Der Dolmen von Pendréau (auch Dolmen von Pendreo oder Dolmen de Pendreo à Lennon genannt) liegt im Weiler Pendréau, südwestlich von Lennon, östlich von Châteaulin im Département Finistère in der Bretagne in Frankreich. Dolmen ist in Frankreich der Oberbegriff für neolithische Megalithanlagen aller Art (siehe: Französische Nomenklatur).
Der unvollständig erhaltene Dolmen simple aus der Bronzezeit besteht aus zwei Orthostaten, die einen Deckstein von etwa 3,0 × 2,0 m tragen, der sechs Schälchen (französisch Pierre aux écuelle) trägt. Alle drei Steine sind nicht sehr dick. Der Dolmen liegt in einer Böschung an der Ecke eines Feldes. 200 Meter entfernt liegt eine Steinkiste.
In der Nähe liegt die Allée couverte von Loch-ar-Ronfl.